# Agenorides
Als Agenorides (altgriechisch Ἀγηνορίδης Agēnorídēs) werden in der griechischen Mythologie die Nachkommen des phönizischen Königs Agenor bezeichnet.
Meist wird sein Sohn Kadmos als Agenoridos bezeichnet, häufig auch sein Sohn Phineus. Vereinzelt wird als Ahne des Agenor auch Perseus Agenorides genannt.
Als Untertanen des Kadmos tragen die Bewohner von Theben den Namen als poetische Volksbezeichnung.